# Danh sách cầu thủ tham dự Cúp bóng đá Ả Rập 1998

## Bảng A

### Qatar
- Huấn luyện viên:  Luiz Gonzaga Milioli

| Số | VT | Cầu thủ                | Ngày sinh (tuổi)            | Trận | Bàn | Câu lạc bộ |
| -- | -- | ---------------------- | --------------------------- | ---- | --- | ---------- |
|    | TM | Ahmed Khalil           | 17 tháng 10, 1969 (28 tuổi) |      |     | Al Arabi   |
|    | HV | Abdulla Koni           | 19 tháng 7, 1979 (19 tuổi)  |      |     | Al Sadd    |
|    | TV | Abdulrahman Al-Kuwari  | 17 tháng 10, 1969 (28 tuổi) |      |     | Al Rayyan  |
|    | HV | Dahi Al Naemi          | 5 tháng 9, 1978 (20 tuổi)   |      |     | Al Sadd    |
|    | HV | Yousef Adam            | 12 tháng 9, 1972 (26 tuổi)  |      |     | Al Gharafa |
|    | HV | Saoud Fath             | 16 tháng 8, 1980 (18 tuổi)  |      |     | Al Gharafa |
|    | TV | Adel Khamis            | 1 tháng 1, 1967 (31 tuổi)   |      |     | Qadsia     |
|    | TĐ | Mubarak Mustafa        | 20 tháng 3, 1973 (25 tuổi)  |      |     | Al Arabi   |
|    | TV | Zamel Al Kuwari        | 23 tháng 8, 1973 (25 tuổi)  |      |     | Al Sadd    |
|    | TV | Abdulnasser Al-Obaidly | 2 tháng 10, 1972 (25 tuổi)  |      |     | Al Sadd    |
|    | HV | Hamad Mubarak          | 22 tháng 8, 1971 (27 tuổi)  |      |     | Al Rayyan  |
|    | TV | Abdulaziz Jalouf       | 27 tháng 2, 1973 (25 tuổi)  |      |     | Qatar SC   |
|    | TĐ | Mohammed Al-Enazi      | 22 tháng 11, 1976 (21 tuổi) |      |     | Al Nasr    |
|    | TĐ | Mahmoud Soufi          | 20 tháng 10, 1971 (26 tuổi) |      |     | Al Gharafa |
|    | TV | Yasser Nazmi           | 23 tháng 9, 1973 (25 tuổi)  |      |     | Qatar SC   |
|    | TV | Fahad Al-Kuwari        | 19 tháng 12, 1973 (24 tuổi) |      |     | Al Sadd    |
|    | TV | Jassim Al Tamimi       | 14 tháng 2, 1971 (27 tuổi)  |      |     | Al Wakrah  |
|    | HV | Adel Darwish           | 8 tháng 5, 1973 (25 tuổi)   |      |     | Al Sadd    |
|    | TM | Amer Al Kaabi          | 20 tháng 5, 1971 (27 tuổi)  |      |     | Al Ahli SC |

## Bảng D

### Liban
- Huấn luyện viên: Diethelm Ferner

| Số | VT | Cầu thủ            | Ngày sinh (tuổi) | Trận | Bàn | Câu lạc bộ |
| -- | -- | ------------------ | ---------------- | ---- | --- | ---------- |
|    |    | Ahmed Al-Saqr      |                  |      |     |            |
|    |    | Daniel Al-Aawar    |                  |      |     |            |
|    |    | Faisal Antar       |                  |      |     |            |
|    |    | Abbas Chahrour     |                  |      |     |            |
|    |    | Ahmad Al-Naamani   |                  |      |     |            |
|    |    | Wartan Ghazarian   |                  |      |     |            |
|    |    | Jamal Taha         |                  |      |     |            |
|    |    | Roda Antar         |                  |      |     |            |
|    |    | Wael Nazha         |                  |      |     |            |
|    |    | Zaher Al-Indari    |                  |      |     |            |
|    |    | Walid Dahrouj      |                  |      |     |            |
|    |    | Kevork Garabetian  |                  |      |     |            |
|    |    | Malek Hassoun      |                  |      |     |            |
|    |    | Ali Fakih          |                  |      |     |            |
|    |    | Moussa Hojeij      |                  |      |     |            |
|    |    | Fouad Hijazi       |                  |      |     |            |
|    |    | Korken Yenkibarian |                  |      |     |            |
|    |    | Haitham Zein       |                  |      |     |            |
|    |    | Nabih Al-Jurdi     |                  |      |     |            |

### U-23 Algérie
- Huấn luyện viên:

| Số | VT | Cầu thủ               | Ngày sinh (tuổi)            | Trận | Bàn | Câu lạc bộ     |
| -- | -- | --------------------- | --------------------------- | ---- | --- | -------------- |
|    | TM | Slimane Ould Mata     | 8 tháng 9, 1975 (23 tuổi)   |      |     | USM El Harrach |
|    | HV | Kamel Bouacida        | 6 tháng 8, 1976 (22 tuổi)   |      |     | USM Annaba     |
|    | HV | Kamel Habri           | 5 tháng 3, 1976 (22 tuổi)   |      |     | WA Tlemcen     |
|    | HV | Moulay Haddou         | 14 tháng 6, 1975 (23 tuổi)  |      |     | MC Oran        |
|    | HV | Sofiane Khayat        |                             |      |     |                |
|    | TV | Hocine Azizane        | 21 tháng 8, 1976 (22 tuổi)  |      |     | USM El Harrach |
|    | TV | Laid Belhamel         | 12 tháng 11, 1977 (20 tuổi) |      |     | ES Sétif       |
|    | TV | Ali Bendebka          | 13 tháng 9, 1976 (22 tuổi)  |      |     | NA Hussein Dey |
|    | TV | Kheïreddine Madoui    | 27 tháng 3, 1977 (21 tuổi)  |      |     | ES Sétif       |
|    | TV | Brahim Arafat Mezouar | 18 tháng 12, 1973 (24 tuổi) |      |     | ASM Oran       |
|    | TĐ | Farès El-Aouni        | 9 tháng 8, 1977 (21 tuổi)   |      |     | WA Tlemcen     |
|    | TĐ | Zoheir Khadara        |                             |      |     |                |
|    | TĐ | Moncef Ouichaoui      | 5 tháng 4, 1977 (21 tuổi)   |      |     | USM Annaba     |
|    |    | Ismaïl Gana           |                             |      |     |                |